# Subashish Bose
Subhasish Bose (Calcutta, 18 agosto 1995) è un calciatore indiano, difensore del Mohun Bagan Super Giant.

## Biografia
Nel 2021 ha sposato l'attrice e modella indiana Kasturi Chhetri.

## Carriera

### Club
Ha giocato nella prima divisione indiana.

### Nazionale
Nel 2018 ha esordito nella nazionale indiana.

## Statistiche

### Presenze e reti nei club
| Stagione                                | Squadra                                 | Campionato                              | Campionato | Campionato | Coppe nazionali | Coppe nazionali | Coppe nazionali | Coppe continentali | Coppe continentali | Coppe continentali | Altre coppe | Altre coppe | Altre coppe | Totale | Totale |
| Stagione                                | Squadra                                 | Comp                                    | Pres       | Reti       | Comp            | Pres            | Reti            | Comp               | Pres               | Reti               | Comp        | Pres        | Reti        | Pres   | Reti   |
| --------------------------------------- | --------------------------------------- | --------------------------------------- | ---------- | ---------- | --------------- | --------------- | --------------- | ------------------ | ------------------ | ------------------ | ----------- | ----------- | ----------- | ------ | ------ |
| 2015-2016                               | Sporting Clube de Goa                   | IL                                      | 11         | 2          | -               | -               | -               | -                  | -                  | -                  | -           | -           | -           | 11     | 2      |
| 2016-2017                               | Mohun Bagan                             | IL                                      | 10         | 0          | -               | -               | -               | -                  | -                  | -                  | -           | -           | -           | 10     | 0      |
| 2017-2018                               | Bengaluru                               | ISL                                     | 18         | 0          | SC              | 4               | 0               | AFC                | 8                  | 0                  | -           | -           | -           | 30     | 0      |
| 2018-2019                               | Mumbai City                             | ISL                                     | 15+1       | 0          | -               | -               | -               | -                  | -                  | -                  | -           | -           | -           | 16     | 0      |
| 2019-2020                               | Mumbai City                             | ISL                                     | 18         | 1          | SC              | -               | -               | -                  | -                  | -                  | -           | -           | -           | 18     | 1      |
| Totale Mumbai City                      | Totale Mumbai City                      | Totale Mumbai City                      | 34         | 1          |                 | 0               | 0               |                    | -                  | -                  |             | -           | -           | 34     | 1      |
| 2020-2021                               | ATK Mohun Bagan                         | ISL                                     | 17+3       | 0          | -               | -               | -               | AFC Cup            | 4                  | 1                  | -           | -           | -           | 24     | 1      |
| 2021-2022                               | ATK Mohun Bagan                         | ISL                                     | 20+2       | 1          | -               | -               | -               | AFC Cup            | 6                  | 1                  | -           | -           | -           | 28     | 2      |
| 2022-2023                               | ATK Mohun Bagan                         | ISL                                     | 19+4       | 1          | SC              | 3               | 0               | QAFC Cup           | 1                  | 0                  | DC          | 3           | 0           | 30     | 1      |
| 2023-2024                               | Mohun Bagan Super Giant                 | ISL                                     | 22+3       | 1          | SC              | -               | -               | AFC Cup            | 7                  | 0                  | DC          | 5           | 0           | 37     | 1      |
| 2024-2025                               | Mohun Bagan Super Giant                 | ISL                                     | 22+3       | 6          | SC              | 0               | 0               | AFC2               | 1                  | 0                  | DC          | 4           | 0           | 30     | 6      |
| 2025-2026                               | Mohun Bagan Super Giant                 | ISL                                     | 0          | 0          | SC              | 0               | 0               | AFC2               | 0                  | 0                  | DC          | 0           | 0           | 0      | 0      |
| Totale ATK Mohun Bagan / Mohun Bagan SG | Totale ATK Mohun Bagan / Mohun Bagan SG | Totale ATK Mohun Bagan / Mohun Bagan SG | 115        | 9          |                 | 3               | 0               |                    | 19                 | 2                  | -           | 12          | 0           | 147    | 11     |
| Totale carriera                         | Totale carriera                         | Totale carriera                         | 188        | 12         |                 | 7               | 0               |                    | 27                 | 2                  |             | 12          | 0           | 234    | 14     |

### Cronologia presenze e reti in nazionale
| Cronologia completa delle presenze e delle reti in nazionale ― India | Cronologia completa delle presenze e delle reti in nazionale ― India | Cronologia completa delle presenze e delle reti in nazionale ― India | Cronologia completa delle presenze e delle reti in nazionale ― India | Cronologia completa delle presenze e delle reti in nazionale ― India | Cronologia completa delle presenze e delle reti in nazionale ― India | Cronologia completa delle presenze e delle reti in nazionale ― India | Cronologia completa delle presenze e delle reti in nazionale ― India |
| Data                                                                 | Città                                                                | In casa                                                              | Risultato                                                            | Ospiti                                                               | Competizione                                                         | Reti                                                                 | Note                                                                 |
| -------------------------------------------------------------------- | -------------------------------------------------------------------- | -------------------------------------------------------------------- | -------------------------------------------------------------------- | -------------------------------------------------------------------- | -------------------------------------------------------------------- | -------------------------------------------------------------------- | -------------------------------------------------------------------- |
| 1-6-2018                                                             | Mumbai                                                               | India                                                                | 5 – 0                                                                | Taipei cinese                                                        | Coppa Intercontinentale (India)                                      | -                                                                    |                                                                      |
| 4-6-2018                                                             | Mumbai                                                               | India                                                                | 3 – 0                                                                | Kenya                                                                | Coppa Intercontinentale (India)                                      | -                                                                    |                                                                      |
| 7-6-2018                                                             | Mumbai                                                               | India                                                                | 1 – 2                                                                | Nuova Zelanda                                                        | Coppa Intercontinentale (India)                                      | -                                                                    | 41’ 88’                                                              |
| 10-6-2018                                                            | Mumbai                                                               | India                                                                | 1 – 2                                                                | Kenya                                                                | Coppa Intercontinentale (India)                                      | -                                                                    | 90+1’                                                                |
| 5-9-2018                                                             | Dacca                                                                | India                                                                | 2 – 0                                                                | Sri Lanka                                                            | SAFF Championship                                                    | -                                                                    |                                                                      |
| 9-9-2018                                                             | Dacca                                                                | India                                                                | 2 – 0                                                                | Maldive                                                              | SAFF Championship                                                    | -                                                                    |                                                                      |
| 12-9-2018                                                            | Dacca                                                                | India                                                                | 3 – 1                                                                | Pakistan                                                             | SAFF Championship                                                    | -                                                                    |                                                                      |
| 15-9-2018                                                            | Dacca                                                                | Maldive                                                              | 2 – 1                                                                | India                                                                | SAFF Championship                                                    | -                                                                    | 45+1’                                                                |
| 13-10-2018                                                           | Suzhou                                                               | Cina                                                                 | 2 – 0                                                                | India                                                                | Amichevole                                                           | -                                                                    |                                                                      |
| 17-11-2018                                                           | Amman                                                                | India                                                                | 1 – 2                                                                | Giordania                                                            | Amichevole                                                           | -                                                                    |                                                                      |
| 27-12-2018                                                           | Abu Dhabi                                                            | Oman                                                                 | 0 – 0                                                                | India                                                                | Amichevole                                                           | -                                                                    |                                                                      |
| 6-1-2019                                                             | Abu Dhabi                                                            | Thailandia                                                           | 1 – 4                                                                | India                                                                | Coppa d'Asia 2019 - 1º turno                                         | -                                                                    |                                                                      |
| 10-1-2019                                                            | Abu Dhabi                                                            | India                                                                | 0 – 2                                                                | Emirati Arabi Uniti                                                  | Coppa d'Asia 2019 - 1º turno                                         | -                                                                    | 73’                                                                  |
| 14-1-2019                                                            | Sharjah                                                              | India                                                                | 0 – 1                                                                | Bahrein                                                              | Coppa d'Asia 2019 - 1º turno                                         | -                                                                    |                                                                      |
| 5-6-2019                                                             | Buriram                                                              | Curaçao                                                              | 3 – 1                                                                | India                                                                | King's Cup 2019 - Semifinale                                         | -                                                                    |                                                                      |
| 8-6-2019                                                             | Buriram                                                              | Thailandia                                                           | 0 – 1                                                                | India                                                                | King's Cup 2019 - Finale terzo e quarto posto                        | -                                                                    |                                                                      |
| 13-7-2019                                                            | Ahmedabad                                                            | India                                                                | 2 – 5                                                                | Corea del Nord                                                       | Intercontinental Cup 2019 - 1º turno                                 | -                                                                    | 71’                                                                  |
| 5-9-2019                                                             | Guwahati                                                             | India                                                                | 1 – 2                                                                | Oman                                                                 | Qual. Mondiali 2022                                                  | -                                                                    |                                                                      |
| 3-6-2021                                                             | Doha                                                                 | India                                                                | 0 – 1                                                                | Qatar                                                                | Qual. Mondiali 2022                                                  | -                                                                    |                                                                      |
| 7-6-2021                                                             | Doha                                                                 | Bangladesh                                                           | 0 – 2                                                                | India                                                                | Qual. Mondiali 2022                                                  | -                                                                    |                                                                      |
| 15-6-2021                                                            | Doha                                                                 | India                                                                | 1 – 1                                                                | Afghanistan                                                          | Qual. Mondiali 2022                                                  | -                                                                    |                                                                      |
| 2-9-2021                                                             | Katmandu                                                             | Nepal                                                                | 1 – 1                                                                | India                                                                | Amichevole                                                           | -                                                                    |                                                                      |
| 5-9-2021                                                             | Katmandu                                                             | Nepal                                                                | 1 – 2                                                                | India                                                                | Amichevole                                                           | -                                                                    |                                                                      |
| 4-10-2021                                                            | Malé                                                                 | Bangladesh                                                           | 1 – 1                                                                | India                                                                | SAFF Championship 2021 - 1º turno                                    | -                                                                    |                                                                      |
| 7-10-2021                                                            | Malé                                                                 | India                                                                | 0 – 0                                                                | Sri Lanka                                                            | SAFF Championship 2021 - 1º turno                                    | -                                                                    |                                                                      |
| 10-10-2021                                                           | Malé                                                                 | Nepal                                                                | 0 – 1                                                                | India                                                                | SAFF Championship 2021 - 1º turno                                    | -                                                                    | 90+4’                                                                |
| 13-10-2021                                                           | Malé                                                                 | India                                                                | 3 – 1                                                                | Maldive                                                              | SAFF Championship 2021 - 1º turno                                    | -                                                                    | 31’                                                                  |
| 23-3-2022                                                            | Al Muharraq                                                          | Bahrein                                                              | 2 – 1                                                                | India                                                                | Amichevole                                                           | -                                                                    |                                                                      |
| 28-5-2022                                                            | Doha                                                                 | India                                                                | 0 – 2                                                                | Giordania                                                            | Amichevole                                                           | -                                                                    | 85’                                                                  |
| 12-6-2023                                                            | Bhubaneswar                                                          | India                                                                | 1 – 0                                                                | Vanuatu                                                              | Coppa Intercontinentale 2023 - 1º turno                              | -                                                                    |                                                                      |
| 18-6-2023                                                            | Bhubaneswar                                                          | India                                                                | 2 – 0                                                                | Libano                                                               | Coppa Intercontinentale 2023 - Finale                                | -                                                                    | 90+1’                                                                |
| 21-6-2023                                                            | Bengaluru                                                            | India                                                                | 4 – 0                                                                | Pakistan                                                             | SAFF Championship 2023 - 1º turno                                    | -                                                                    |                                                                      |
| 1-7-2023                                                             | Bengaluru                                                            | Libano                                                               | 0 – 0 dts (2-4 dtr)                                                  | India                                                                | SAFF Championship 2023 - Semifinale                                  | -                                                                    | 74’                                                                  |
| 4-7-2023                                                             | Bengaluru                                                            | Kuwait                                                               | 1 – 1 dts (4-5 dtr)                                                  | India                                                                | SAFF Championship 2023 - Finale                                      | -                                                                    | 111’                                                                 |
| 21-11-2023                                                           | Bhubaneswar                                                          | India                                                                | 0 – 3                                                                | Qatar                                                                | Qual. Mondiali 2026                                                  | -                                                                    |                                                                      |
| 13-1-2024                                                            | Al Rayyan                                                            | Australia                                                            | 2 – 0                                                                | India                                                                | Coppa d'Asia 2023 - 1º turno                                         | -                                                                    | 75’                                                                  |
| 23-1-2024                                                            | Al Khawr                                                             | Siria                                                                | 1 – 0                                                                | India                                                                | Coppa d'Asia 2023 - 1º turno                                         | -                                                                    |                                                                      |
| 21-3-2024                                                            | Khamis Mushait                                                       | Afghanistan                                                          | 0 – 0                                                                | India                                                                | Qual. Mondiali 2026                                                  | -                                                                    | 60’                                                                  |
| 26-3-2024                                                            | Guwahati                                                             | India                                                                | 1 – 2                                                                | Afghanistan                                                          | Qual. Mondiali 2026                                                  | -                                                                    | 39’                                                                  |
| 3-9-2024                                                             | Hyderabad                                                            | India                                                                | 0 – 0                                                                | Mauritius                                                            | Coppa Intercontinentale 2024 - 1º turno                              | -                                                                    | 72’                                                                  |
| 9-9-2024                                                             | Hyderabad                                                            | India                                                                | 0 – 3                                                                | Siria                                                                | Coppa Intercontinentale 2024 - 1º turno                              | -                                                                    | 81’                                                                  |
| 12-10-2024                                                           | Nam Dinh                                                             | Vietnam                                                              | 1 – 1                                                                | India                                                                | Amichevole                                                           | -                                                                    |                                                                      |
| 19-3-2025                                                            | Shillong                                                             | India                                                                | 3 – 0                                                                | Maldive                                                              | Amichevole                                                           | -                                                                    | 86’                                                                  |
| 25-3-2025                                                            | Calcutta                                                             | India                                                                | 0 – 0                                                                | Bangladesh                                                           | Qual. Coppa d'Asia 2027                                              | -                                                                    | 86’                                                                  |
| Totale                                                               |                                                                      | Presenze                                                             | 44                                                                   |                                                                      | Reti                                                                 | 0                                                                    |                                                                      |

## Palmarès

### Club

#### Competizioni nazionali
- Super Cup: 1

Bengaluru: 2018
- Indian Super League: 2

ATK Mohun Bagan: 2022-2023
Mohun Bagan SG: 2024-2025
- Durand Cup: 1

Mohun Bagan SG: 2023
- ISL Shield: 2

Mohun Bagan SG: 2023-2024, 2024-2025

### Nazionale
- Coppa Intercontinentale (India): 2

2018, 2023
- SAFF Championship: 2

2021, 2023